# Annika Langvad
Annika Langvad, née le 22 mars 1984 à Silkeborg, est une coureuse cycliste danoise. Spécialisée en VTT cross-country, elle est championne du monde de cross-country en 2016 et quintuple championne du monde de VTT marathon en 2011, 2012, 2014, 2017 et 2018.

## Carrière
En 2019, elle s'essaie à la route et signe pour l'équipe Boels Dolmans. Pour sa première course, sur les Strade Bianche, elle suit les meilleures et termine deuxième de l'épreuve derrière Annemiek van Vleuten partie seule devant,. Elle met un terme à sa carrière à l'issue de la saison 2020.

## Palmarès en VTT

### Championnats du monde
- 2010
  -  Médaillée de bronze du VTT-marathon
- 2011
  -  Championne du monde de VTT-marathon
- 2012
  -  Championne du monde de VTT-marathon
- 2014
  -  Championne du monde de VTT-marathon
- 2015
  -  Médaillée d'argent du VTT-marathon
  -  Médaillée d'argent du relais mixte
- 2016
  -  Championne du monde de cross-country
- 2017
  -  Championne du monde de VTT-marathon
  -  Médaillée d'argent du relais mixte
- 2018
  -  Championne du monde de VTT-marathon
  -  Médaillée d'argent du cross-country
  -  Médaillée de bronze du relais mixte

### Coupe du monde
- Coupe du monde de cross-country
  - 2010 : 26e du classement général
  - 2011 : 9e du classement général
  - 2012 : 28e du classement général
  - 2013 : 18e du classement général
  - 2014 : 8e du classement général
  - 2015 : 6e du classement général, vainqueur d'une manche
  - 2016 : 2e du classement général, vainqueur de deux manches
  - 2017 : 3e du classement général, vainqueur d'une manche
  - 2018 : 2e du classement général, vainqueur de deux manches et de cinq courses Short Track
  - 2019 : 39e du classement général

### Championnats d'Europe
- 2016
  -  Médaillée d'argent du cross-country

### Championnats du Danemark
- Championne du Danemark de cross-country (11) : 2009, 2010, 2011, 2012, 2013, 2014, 2015, 2016, 2017, 2018 et 2020
- Championne du Danemark de cross-country marathon (2) : 2018 et 2020

## Palmarès en cyclo-cross
- 2010-2011
  -  Championne du Danemark de cyclo-cross
- 2013-2014
  -  Championne du Danemark de cyclo-cross

## Palmarès sur route
- 2010
  -  Championne du Danemark du contre-la-montre
  -  Championne du Danemark sur route
- 2011
  -  Championne du Danemark du contre-la-montre
- 2013
  -  Championne du Danemark du contre-la-montre
  - 6e du championnat du monde du contre-la-montre
- 2018
  - 3e du championnat du Danemark du contre-la-montre
- 2019
  - 2e des Strade Bianche
  - 3e de la Flèche wallonne
  - 4e de l'Amstel Gold Race

### Classement UCI
| Année                                 | 2010 | 2011 | 2012 | 2013 | 2014 | 2015 | 2016 | 2017 | 2018 | 2019 |
| ------------------------------------- | ---- | ---- | ---- | ---- | ---- | ---- | ---- | ---- | ---- | ---- |
| Classement UCI                        | 162e | 334e | nc   | 146e | nc   | nc   | nc   | nc   | 446e | 52e  |
| UCI World Tour                        |      |      |      |      |      |      | nc   | nc   | nc   | 24e  |
|                                       |      |      |      |      |      |      |      |      |      |      |
| Légende : nc = non classéSource : UCI |      |      |      |      |      |      |      |      |      |      |